# Aerodramus
Az Aerodramus a madarak (Aves) osztályának sarlósfecske-alakúak (Apodiformes) rendjébe, ezen belül a  sarlósfecskefélék (Apodidae) családjába tartozó nem.

## Rendszerezésük
A nemet Harry Church Oberholser írta le 1906-ban, az alábbi fajok tartoznak ide:
- feketefészkű szalangána (Aerodramus maximus)
- malabári szalangána (Aerodramus unicolor)
- himalájai szalangána (Aerodramus brevirostris)
- volcano szalangána (Aerodramus vulcanorum[1] vagy Aerodramus brevirostris vulcanorum)[2]
- Fülöp-szigeteki szalangána (Aerodramus whiteheadi)
- csupaszlábú szalangána (Aerodramus nuditarsus)
- Salamon-szigeteki szalangána (Aerodramus orientalis)
- malukui szalangána (Aerodramus infuscatus)
- celebeszi szalangána (Aerodramus sororum)[1]
- serami szalangána (Aerodramus ceramensis)[1]
- hegyi szalangána (Aerodramus hirundinaceus)
- ausztrál szalangána (Aerodramus terraereginae)
- egyszínű szalangána (Aerodramus vanikorensis)
- Marquises-szigeteki szalangána (Aerodramus ocistus)
- tahiti szalangána (Aerodramus leucophaeus)
- Atiu-szigeti szalangána (Aerodramus sawtelli[1] vagy Collocalia sawtelli)
- Karolina-szigeteki szalangána (Aerodramus inquietus)
- palaui szalangána (Aerodramus pelewensis)
- Mariana-szigeteki szalangána (Aerodramus bartschi)
- Aerodramus amelis[1]
- barnaarcú szalangána (Aerodramus mearnsi)
- fehérarcú szalangána (Aerodramus spodiopygius)
- Seychelle-szigeteki szalangána (Aerodramus elaphrus)
- mauritiusi szalangána (Aerodramus francicus)
- Oustalet-szalangána (Aerodramus germani[1] vagy Collocalia germani)
- szalangána (Aerodramus fuciphagus)
- Aerodramus salangana
- pápua szalangána (Aerodramus papuensis vagy  Aerodramus vanikorensis palawanensis)[2]